# Argyroxiphium sandwicense
Espèce
Classification APG III (2009)
Statut de conservation UICN

 VU (needs updating) D2 : Vulnérable
Argyroxiphium sandwicense est une espèce de plantes à fleurs de la famille des Astéracées endémique de l'archipel d'Hawaï.

## Liste de sous-espèces
- Argyroxiphium sandwicense subsp. macrocephalum
- Argyroxiphium sandwicense subsp. sandwicense

## Statut de conservation
Le statut de conservation UICN est ambiguë en ce qui concerne cette espèce. L'organisme indique que l'espèce est vulnérable. En réalité, la situation est plus complexe, la sous-espèce Argyroxiphium sandwicense subsp. macrocephalum est bien enregistrée comme vulnérable, alors que la sous-espèce Argyroxiphium sandwicense subsp. sandwicense est en danger critique d'extinction.